# Atypena simoni
Atypena simoni är en spindelart som beskrevs av Rudy Jocqué 1983. Atypena simoni ingår i släktet Atypena och familjen täckvävarspindlar.
Artens utbredningsområde är Sri Lanka. Inga underarter finns listade.